# Marie-Thérèse Walter
Marie-Thérèse Walter (Le Perreux-sur-Marne, 13 de juliol de 1909 - Juan-les-Pins, 20 d'octubre de 1977) va ser una dona francesa, amant i model de Pablo Picasso des de 1927 fins aproximadament 1935, i mare de la seva filla, Maya Widmaier-Picasso.
La seva relació va començar quan ella tenia disset anys; ell en tenia 45 i continuava vivint amb la seva primera dona, Olga Khokhlova. La relació es va acabar quan Picasso va passar a una nova amant, l'artista Dora Maar.
En les pintures de Picasso, Walter apareix com a rossa, en imatges assolellades i en colors lluminosos, com ara a Le Rêve (El somni, 1932), en contrast amb el retrat més fosc de Dora Maar, la Femme en pleurs (Dona plorant), on apareix amb un aspecte torturat.